# Mab (lune)
Mab est un satellite naturel d'Uranus. Il fut découvert par l'équipe de Mark Showalter en 2003 à l'aide du télescope spatial Hubble (le premier satellite d'Uranus à être découvert de la sorte). Il porte le nom de la reine Mab, une fée du folklore anglais mentionnée dans la pièce Roméo et Juliette de William Shakespeare. Sa désignation provisoire était S/2003 U 1.
Mab est trop petit et trop sombre pour avoir été détecté par la sonde Voyager 2 lors de son passage dans le système d'Uranus en 1986.
L'orbite de Mab est probablement instable, du fait du grand nombre de satellites dans cette région orbitale. Mab orbite à la même distance que l'anneau mu (μ, anciennement R/2003 U 1) et il est possible qu'il l'alimente .